# Chlenias stenosticha
Chlenias stenosticha är en fjärilsart som beskrevs av Turner 1919. Chlenias stenosticha ingår i släktet Chlenias och familjen mätare. Inga underarter finns listade i Catalogue of Life.